# Campionat d'Espanya de trial 2009
La temporada de 2009 del Campionat d'Espanya de trial fou la 42a edició d'aquest campionat, organitzat per la Reial Federació Motociclista Espanyola. El calendari oficial constava de 6 proves puntuables, celebrades entre el 22 de març i el 15 de novembre. 2 de les proves programades es disputaren als Països Catalans: Eivissa (22 de març) i Cal Rosal (15 de novembre).

## Classificació final
Font:
| Posició | Pilot            | Motocicleta | Punts |
| ------- | ---------------- | ----------- | ----- |
| 1       | Toni Bou         | Montesa     | 115   |
| 2       | Jeroni Fajardo   | Beta        | 94    |
| 3       | Albert Cabestany | Sherco      | 92    |
| 4       | Marc Freixa      | Gas Gas     | 72    |
| 5       | Alfredo Gómez    | Montesa     | 60    |
| 6       | Dani Oliveras    | Gas Gas     | 51    |
| 7       | Adam Raga        | Gas Gas     | 50    |
| 8       | Ivan Peydró      | Gas Gas     | 17    |
| 9       | ?                | ?           | ?     |
| 10      | ?                | ?           | ?     |

## Categories inferiors
| Categoria     | Guanyador         | Motocicleta |
| ------------- | ----------------- | ----------- |
| TR2           | Francesc Moret    | Gas Gas     |
| TR3           | Adrián Artidiello | Gas Gas     |
| Júnior        | Pol Tarrés        | Gas Gas     |
| Cadets        | Jorge Casales     | Gas Gas     |
| Juvenil 125cc | Jaime Busto       | Gas Gas     |
| Juvenil 80cc  | Arnau Farré       | Gas Gas     |